# 变性双面杀手
变性双面杀手（英語：Hit & Miss）是一部英国电视剧。故事讲述了一名变性的杀手米娅（克洛伊·塞维尼饰）突然发现自己身患绝症的前女友曾给自己生下过孩子，在刺杀工作与家庭间挣扎的故事。
本剧的原创者保罗·阿博特说，本剧是他两个想法的混合：一个是关于变性母亲，另一个是关于杀手。
本剧是天空大西洋台的首个原创节目，6集的节目在2012年播出。本节目不会继续拍摄。